# 比尼克
比尼克（法語：Binic，法語發音：[binik]）是法国阿摩尔滨海省的一个旧市镇，位于该省中北部，属于圣布里厄区。2016年3月1日，比尼克和相邻的滨海埃塔布勒合并为新市镇滨海比尼克埃塔布勒（Binic-Étables-sur-Mer）。

## 地理
比尼克（48°36'7"N, 2°49'31"W）面积5.96 平方千米，位于法国布列塔尼大區阿摩尔滨海省，该省份为法国西北部沿海省份，位于布列塔尼半岛北部，北濒大西洋英吉利海峡，西接菲尼斯泰尔省，南至莫尔比昂省，东临伊勒-维莱讷省。
与比尼克接壤的市镇（或旧市镇、城区）包括：朗蒂克、波尔迪克。
比尼克的时区为UTC+01:00、UTC+02:00（夏令时）。

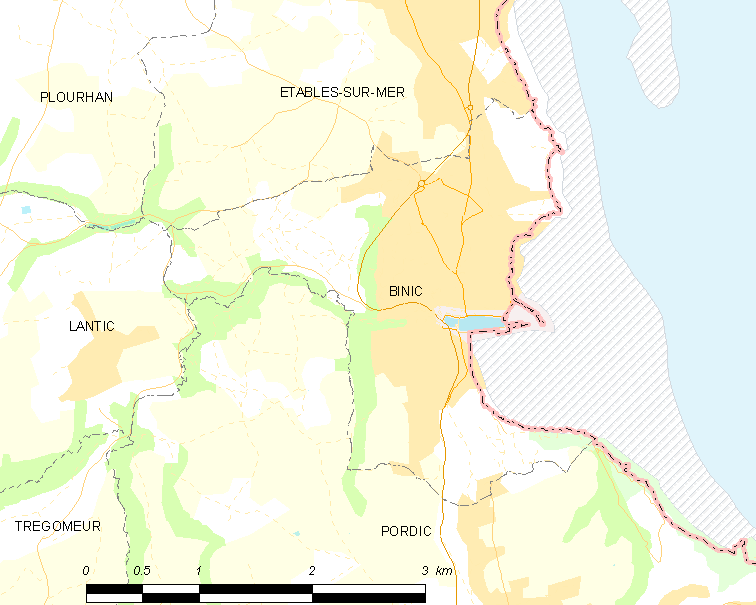
比尼克的OSM定位图

## 行政
比尼克的邮政编码为22520，INSEE市镇编码为22007。

## 政治
比尼克所属的省级选区为普卢阿县。

## 人口

1962-2008年间比尼克人口变化图示

比尼克于2018年1月1日时的人口数量为3826人。